# Mimudea conisanalis
Mimudea conisanalis là một loài bướm đêm trong họ Crambidae.